# Ronald Crawford (vattenpolospelare)
Ronald Emerson "Ron" Crawford, född 6 december 1939 i Brea i Kalifornien, död 20 december 2015 i Manhattan Beach i Kalifornien, var en amerikansk vattenpolospelare. Han ingick i USA:s herrlandslag i vattenpolo i olympiska sommarspelen 1960, 1964 och 1968 samt panamerikanska spelen 1959 och 1963.